# 曲面染色
曲面染色是图论中的问题，是继四色定理之后的问题延续，奇怪的是问题的解决反而在四色定理之前，这个与庞加莱猜想有相似的情况（高维反而最先解决，低维反而更加困难）。

## 什么是曲面染色
通常所说的地图染色，一般是指在平面上染色，或者在球面上染色，每一个染色区域都是单连通的。而曲面染色是指在一个有洞的物体上划分若干个区域，有一个洞的叫做环面，又叫亏格1的曲面。有两个洞的油饼形状叫做亏格2的曲面。

## 问题提出与解决
问题的提出到解决用了78年，直到1974年才获得解决，由德国数学家杰拉德·林格尔和美国数学家约翰·W·T（泰德）·杨斯证明了：
Np=[7+{\displaystyle {\sqrt[{}]{1+48p}}}]/2.
P是指亏格数，即洞的数目，例如p=1时，就是环面，
{\displaystyle N_{1}}=[7+{\displaystyle {\sqrt[{}]{1+48}}}]/2=7.
环面七色定理图形由外国数学家构造。
{\displaystyle N_{2}=8}，{\displaystyle N_{3}=9}，...。其它图形构造直到2010年构造完成。特别是双环面的八色定理用了9年完成。

## 应用
因为可以构造无穷个两两相连区域，有人将其与数论联系起来，无穷个素数两两互素，每一个素数与每一个区域一一对应，可以用数论方法研究图论，或者反之。两两相连区域可以一笔画，
例如8个区域两两相连有（8-1）！=7！=7×6×5×4×3×2×1=5040种方式一笔画。通常在实际应用于各种枢纽：网络，电路，交通。